# Jacques Becq
Jacques Becq, né le 5 avril 1924 à Yvrench (Somme) et mort le 22 février 2009 à Amiens, est un homme politique français.

## Biographie
Après une carrière dans l'enseignement qu'il achève en 1979 comme directeur d'école, il est conseiller général du canton de Bernaville de 1976 à 1982 et maire de Fienvillers de 1977 à 1983.
En 1981, profitant de la « vague rose » qui suit l'élection de François Mitterrand à la présidence de la République, il est élu député dans la 4e circonscription de la Somme. Lors des élections de 1986, il est battu au scrutin de liste et perd son siège. Il le retrouve aux élections de 1988 après la réélection de François Mitterrand à la présidence de la République. En 1993, il est battu au second tour des élections législatives par Joël Hart.
En mars 1989, il ravit la mairie d'Abbeville au sortant Max Lejeune, en fonction depuis 1947, en obtenant 45,46 % dans une triangulaire au second tour. Six ans plus tard, il est battu face à Joël Hart lors des municipales de juin 1995.